# Bardsey cum Rigton
Bardsey cum Rigton – civil parish w Anglii, w West Yorkshire, w dystrykcie metropolitalnym Leeds. W 2011 civil parish liczyła 2525 mieszkańców.